# Reprezentacja Litwy na Mistrzostwach Świata w Narciarstwie Klasycznym 2009
Reprezentacja Litwy na Mistrzostwach Świata w Narciarstwie Klasycznym 2009 liczyła 4 sportowców. Najlepszym wynikiem było 21. miejsce w sprincie drużynowym mężczyzn.

## Medale

### Złote medale
Brak

### Srebrne medale
Brak

### Brązowe medale
Brak

## Wyniki

### Biegi narciarskie mężczyzn
Sprint
- Modestas Vaičiulis - 49. miejsce (odpadł w kwalifikacjach)
- Aleksėjus Novoselskis - 59. miejsce (odpadł w kwalifikacjach)
- Mantas Strolia - 60. miejsce (odpadł w kwalifikacjach)

Sprint drużynowy
- Aleksėjus Novoselskis, Mantas Strolia - 21. miejsce

Bieg na 15 km
- Mantas Strolia - 73. miejsce

### Biegi narciarskie kobiet
Sprint
- Irina Terentjeva - 54. miejsce (odpadła w kwalifikacjach)

Bieg na 30 km
- Irina Terentjeva - 51. miejsce